# Alcis divisa
Alcis divisa är en fjärilsart som beskrevs av Alfred Ernest Wileman 1912. Alcis divisa ingår i släktet Alcis och familjen mätare. Inga underarter finns listade i Catalogue of Life.